# Vâlcele (okręg Covasna)
Vâlcele – wieś w Rumunii, w okręgu Covasna, w gminie Vâlcele. W 2011 roku liczyła 1347 mieszkańców.